# Борреро, Исмаэль
Исмаэль Борреро Молина (исп. Ismael Borrero Molina; род. 6 января 1992, Сантьяго-де-Куба) — кубинский борец греко-римского стиля, олимпийский чемпион, двукратный чемпион мира (2015 и 2019) и панамериканский чемпион.

## Биография
Родился в 1992 году в Сантьяго-де-Куба. В 2012, 2013 и 2014 годах становился панамериканским чемпионом. Двукратный чемпион мира. В 2016 году завоевал золотую медаль Олимпийских игр в Рио-де-Жанейро. В 2018, 2019, 2020 годах вновь стал панамериканским чемпионом.
На предолимпийском чемпионате планеты в Казахстане в 2019 году в весовой категории до 67 кг, Исмаэль завоевал золотую медаль, став чемпионом, и получил олимпийскую лицензию для своего национального Олимпийского комитета. В начале мая 2022 года по прилёте со сборной Кубы на Панамериканский чемпионат в Мексику пропал.